# Альтиметрия
Альтиметрия — часть прикладной геометрии, занимающаяся измерением высот (достигнутых или недоступных). Исторически методы альтиметрии базировались на тригонометрических действиях при пособии угломерных и других инструментов, а для достигнутых высот — на барометрических измерениях. Для целей альтиметрии был создан прибор, известный как альтиметр или высотомер. В альтиметрах разных типов для измерения высоты могут использоваться атмосферное давление (барометрический альтиметр разработан в XIX веке Луи-Полем Кайете и усовершенствован в 1920-е годы Паулем Кольсманом) или время возвращения отражённых от земной поверхности радиоволн (радиоальтиметры, применяемые с летательных аппаратов, первый из которых изобрёл в 1924 году Ллойд Эспеншид).
С развитием электронных приборов важное значение приобрела спутниковая альтиметрия — метод дистанционного зондирования Земли из космоса, применяемый в геодезии, геологии, океанологии, гляциологии, гидрологии суши, ландшафтоведении и других областях. Развитие спутниковой альтиметрии началось с середины 1970-х годов, когда программы Skylab IV, GEOS-3 и Seasat начали использовать измерение высот для решения геодезических задач.